# 弹道导弹潜艇

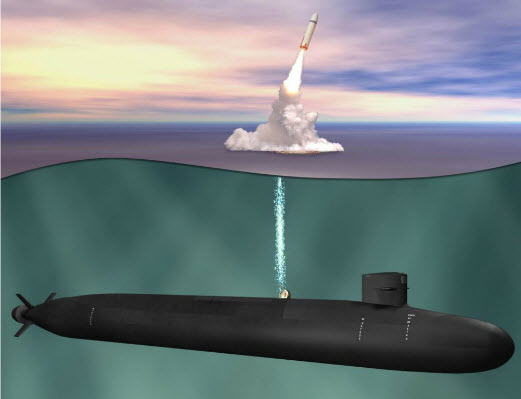
哥倫比亞級核潛艇發射三叉戟II型彈道導彈的藝術想像圖

弹道导弹潜艇（英語：ballistic missile submarine）是一种以发射弹道导弹为主要功能、專用於水底匿蹤潛航以作為威慑武力平台的军用潜艇類別，通常为核动力潜艇。

## 歷史
世界上最早成軍的彈道飛彈潛艇分別是蘇聯海軍於1959年12月29日時啟用的G級潛艇Б-92和美國海軍於1959年12月30日時啟用的喬治·華盛頓號（USS George Washington SSBN-598）。前者屬於常規動力潛艇，並早於後者一天啟用，而且只有3具飛彈發射裝置；喬治·華盛頓號則是一艘以核動力推進且能潛射16枚彈道飛彈的彈道潛艇，體積也比前者大近一倍。迄今為止世界上僅有美、俄、英、法、中和印度六國擁有戰略導彈核潛艇。

## 命名
世界上各個擁有彈道飛彈潛艇的國家對其稱呼皆有不同，美國海軍賦予這類船艦SSB或SSBN的分類代號，其中SS指「潜艇」（ship submersible，直譯之意為「可潛水的船隻」），B代表「彈道飛彈」（Ballistic Missile），N則是指「核动力」（Nuclear Power），由於美國從不曾建造過使用傳統動力的彈道潛艇，因此SSB之級別也不曾實際啟用。英國皇家海軍並無特別區別彈道潛艇的代號，仍然沿用代表潛艇的「S」。法国海军则将弹道导弹核潜艇的代号命为SNLE（法語：Sous-marin Nucléaire Lanceur d'Engins，核动力潜射导弹潜艇）。除了正式的艦級代號外，美國海軍也習慣使用Boomers這個渾名來稱呼彈道潛艇，相對的，英國人則稱呼彈道潛艇為Bombers。
俄國/前蘇聯海軍對於彈道飛彈潛艦自有一套稱呼，俄文直譯為「戰略火箭水中巡洋艦」（ракетный подводный крейсер стратегического назначения），941型因其巨大的排水量，前蘇聯海軍特別稱其為「重型戰略火箭水中巡洋艦」（Тяжелый ракетный подводный крейсер стратегического назначения）。

## 用途與特性
弹道导弹潜艇是冷战“相互保证毁灭”思想的重要工具。指在当我方遭受到敌方毁灭性的核打击，陆基彈道飛彈和空基戰略轟炸機等核子武器投射力量已经被毁灭之后，弹道导弹潜艇作为隐蔽的核攻击力量给予敌方毁灭性的打击，这被称作“第二次核打击”。在冷战年代东西方阵营都建造了相当数量的弹道导弹潜艇，以及装备这些潜艇的核导弹。相对于巡航导弹而言，終端速度很高的弹道导弹则更不易拦截，虽然誤差比巡弋导弹高，但是利用核彈頭的有效範圍足以彌補這項缺點。
一些早期的潜艇必須在水面发射导弹，同時使用危險性較高的液態火箭發動機。從美國研發北極星彈道飛彈之後的现代的彈道飛彈潜艇为了更加隐蔽则更多地是在水下发射弹道导弹，这也称为潜射弹道导弹。潛艇發射飛彈的作業深度通常在水面下50公尺的深度。
彈道飛彈潛艇与飞航导弹潜艇最大的不同，是前者是用于在战略上实施二次核打击。所以，弹道导弹核潜艇更注重如何不被发现，而不是攻击其他舰艇的能力。
弹道导弹潜艇的最重要的是不被发现。常見的手段包括全艇铺设消声瓦，使用最安静的推进系统和减少各种机器的震動與噪音傳遞到艦身等等。为了攜帶與发射弹道导弹以及長時間隱藏於海面下，这些潜艇噸位與尺寸会比其他潜艇大得多。比如说苏俄海军的D-III和D-IV级就比阿库拉级要大，而台风级的体积相当于两艘D-IV或者俄亥俄级，內部甚至有游泳池與健身房的配置。

## 现役中的弹道导弹潜艇
- 美国
  - 俄亥俄级（Ohio class）*14
- 俄羅斯
  - 北风之神级（Borei class）*6

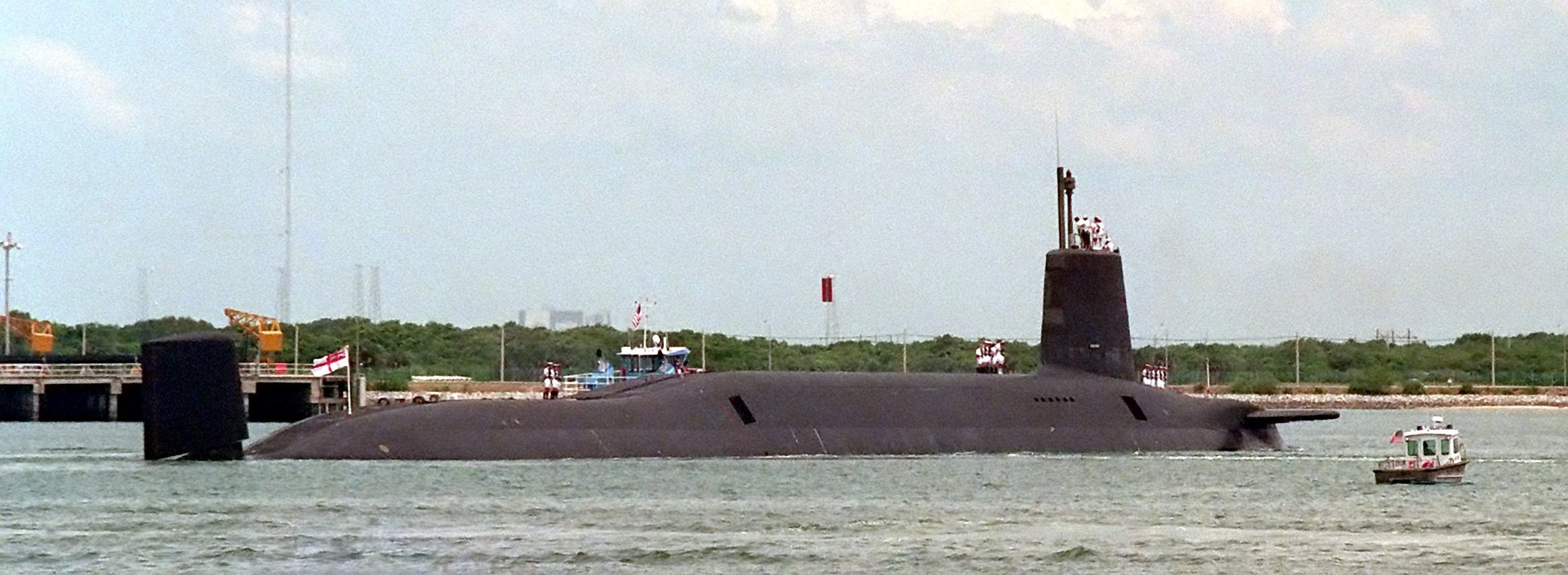
前卫号，英国皇家海军前卫级潜艇

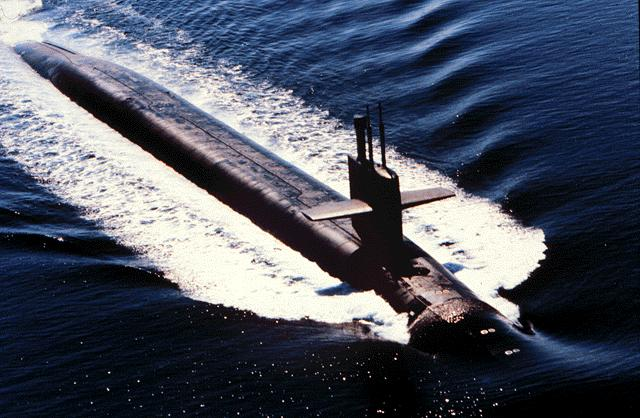
亚拉巴马号，美国海军俄亥俄级潜艇

  - D-III级/D-IV级（Delta III and IV classes）*7
- 中国
  - 094型潜艇（Jin class）*6
  - 32型潛艇（Qing class）*1(常規動力)
- 英国
  - 前卫级（Vanguard class）*4
- 法國
  - 凯旋级（Le Triomphant class）*4
- 印度
  - 殲敵者級核潛艇（Arihant class）*2
- - 新浦級潛艇（Sinpo class）*1（常規動力）
- - 島山安昌浩級潛艇（Dosan Ahn Changho class）*2（常規動力）

## 已退役的弹道导弹潜艇

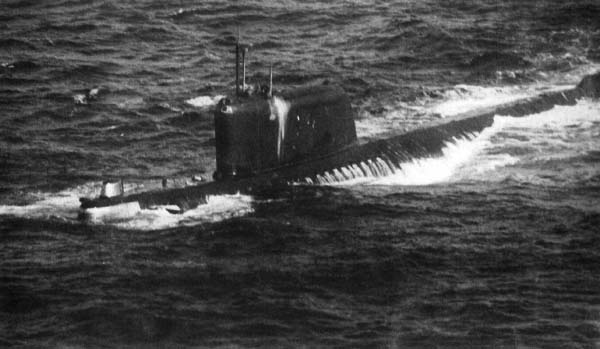
H级K-19号

- 法國

Redoutable class 可畏级
Gymnote級(西歐唯一常規動力弹道导弹潜艇)
- 英国

Resolution class 决心级核潜艇
- 美国

George Washington class 喬治·華盛頓級核潛艇
Ethan Allen class 伊桑·艾伦级
Lafayette class 拉法葉級核潛艇
James Madison class 詹姆斯·麦迪逊级
Benjamin Franklin class 本杰明·弗兰克林级
- 苏联/ 俄羅斯（以下所稱class/級皆為北約代號，蘇聯/俄羅斯通常以一組3位數字指稱該型潛艦）

Golf class G级（蘇聯唯一的非核动力弹道导弹潜艇）
Hotel class H级
Yankee class Y级
Yankee II class Y-II级
Delta I class D-I级
Delta II class D-II级
Typhoon class 941型
- 中华人民共和国

092型潜艇（Xia class）

## 研發中的弹道导弹潜艇
- 美国哥倫比亞級核潛艇
- 中国096型潛艇
- 英国無畏級核潛艇
- 法國SNLE-3G核潛艇